# خراسانلو (هشترود)
خراسانلو هي قرية في مقاطعة هشترود، إيران. يقدر عدد سكانها بـ 289 نسمة بحسب إحصاء 2016.